# Aues Gonibov
Aues Gonibov (en ruso: Ауэс Гонибов; 3 de marzo de 2001) es un deportista ruso que compite en lucha grecorromana. Ganó una medalla de bronce en el Campeonato Mundial de Lucha de 2023, en la categoría de 82 kg.

## Palmarés internacional
| Campeonato Mundial | Campeonato Mundial | Campeonato Mundial | Campeonato Mundial |
| Año                | Lugar              | Medalla            | Categoría          |
| ------------------ | ------------------ | ------------------ | ------------------ |
| 2023               | Belgrado (Serbia)  | Medalla de bronce  | 82 kg              |